# Diaphorus cyanocephalus
Diaphorus cyanocephalus är en tvåvingeart som beskrevs av Johann Wilhelm Meigen 1824. Diaphorus cyanocephalus ingår i släktet Diaphorus och familjen styltflugor.
Artens utbredningsområde är Österrike. Inga underarter finns listade i Catalogue of Life.